# Liv och Livtrasir

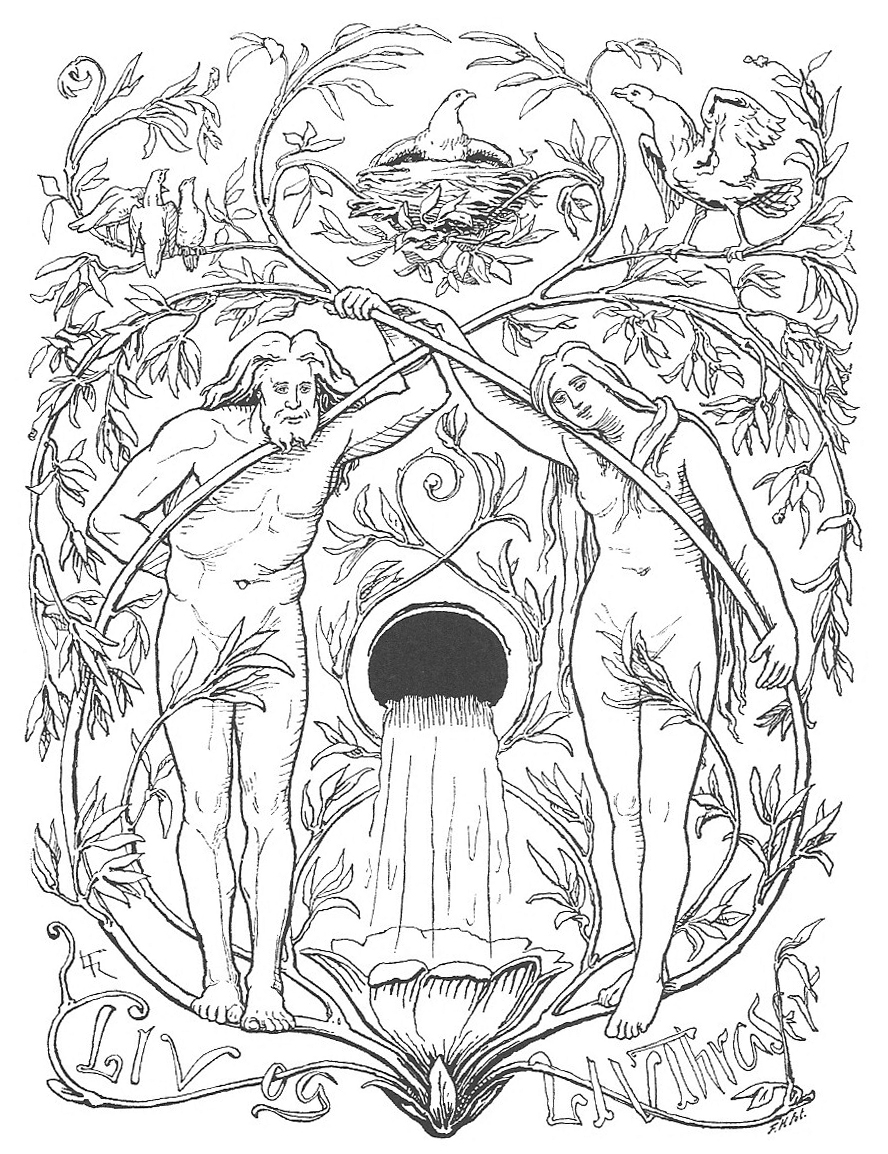
Livtrasir och Liv. Illustration av Lorenz Frølich från år 1895.

Liv och Livtrasir är i nordisk mytologi de sista två människorna som kommer att överleva Ragnarök och befolka den nya världen. Livtrasir betyder "den som klamrar sig fast vid livet" (seglivad). Före Ragnarök levde kvinnan Liv och mannen Livtrasir vid Mimers brunn, där deras ättlingar kallades Ásmegir vilket är fornnordiska för "gudarnas makt". Efter Ragnarök blev det deras öde att befolka den återskapade jorden. I Snorres Gylfaginning står det att jordens alla släkter härstammar från Liv och Livtrasir. De är stamföräldrar för den kommande världsålderns människor. 
På den nyuppståndna jorden står osådda åkrar och bär färdiga att skörda. (Jorden skjuter upp ur havet, grön och fager, åkrarna växer osådda.) 
I Gimles hall samlades Balder, Nanna, Höner och alla Ásmegir för att råda över den nya tiden.